# Магаляс, Богдан Игоревич
Богда́н И́горевич Магаля́с (укр. Богдан Ігорович Магаляс, позывной — Лайк; 19 апреля 1994, Кельменцы) — украинский военнослужащий, младший сержант, участник российско-украинской войны. Герой Украины (2023).

## Биография
Родился 19 апреля 1994 года в посёлке Кельменцы Черновицкой области. После окончания школы обучался в Черновицком профессиональном лицее по специальности «электромеханик». Почти десять лет работал за границей в Польше и Чехии.
С началом полномасштабного российского вторжения в Украину в марте 2022 года был мобилизован и направлен на передовую. Прошёл двухнедельные подготовительные курсы и получил сертификат военного медика. В апреле 2022 года получил звание младшего сержанта и начал службу в составе 128-й отдельной горно-штурмовой бригады. Участвовал в освобождении Херсона, Червоного, Высокополья, а также в обороне Соледара и Бахмута. В июле 2023 года проходил специальную подготовку в Академии сухопутных войск в испанском городе Оледо.

## Награды
- Звание «Герой Украины» с удостоением ордена «Золотая Звезда» (29 сентября 2023) — за личное мужество и героизм, проявленные в защите государственного суверенитета и территориальной целостности Украины, верность военной присяге.